# Kurzamra pulchella
Kurzamra pulchella — єдиний у своєму роді вид ароматних карликових килимкотвірних багаторічних трав, що населяють північний захід Аргентини, центр і північ Чилі.

## Біоморфологічна характеристика
Стебла лежачі, часто кореневищні, підземні біля основи, зі зменшеними, лусочковими листками. Листки дрібні, цілісні, густо волохаті. Суцвіття 1–2-квіткових щитків, притиснених приквітками і скупчених до верхівки пагона. Чашечка ± актиноморфна, 5-лопатева, частки рівні, трикутні, з верхівкою довго-шилоподібною, трубка зовні волохата. Віночок бузковий, 2-губний, 5-лопатевий (2/3), задня губа дрібнодольна, коротша за передню губу, трубка вузька біля основи, поступово розширюється до горла, пряма, гола всередині. Тичинок 4. Горішки довгасті, середньо-коричневі, гладкі, не клейкі.